# Inchoaspis dentilobis
Inchoaspis dentilobis är en insektsart som först beskrevs av Robert Newstead 1910.  Inchoaspis dentilobis ingår i släktet Inchoaspis och familjen pansarsköldlöss. Inga underarter finns listade i Catalogue of Life.